# Newe Etan
Newe Etan (hebr. נווה איתן; ang. Neve Eitan; pol. Zielone pastwisko) – kibuc położony w Samorządzie Regionu Emek ha-Majanot, w Dystrykcie Północnym, w Izraelu. Członek Ruchu Kibuców (Ha-Tenu’a ha-Kibbucit).

## Położenie
Kibuc Newe Etan jest położony na wysokości 227 metrów p.p.m. w intensywnie użytkowanej rolniczo Dolinie Bet Sze’an, będącej częścią Rowu Jordanu w Dolnej Galilei. Okoliczny teren jest płaski, wykorzystywany w celach rolniczych i pod stawy hodowlane. W odległości około 2 km na północny wschód od kibucu przepływa rzeka Jordan stanowiąca granicę z Jordanią. Na wschód od kibucu jest przejście graniczne Rzeka Jordan. W jego otoczeniu jest miasto Bet Sze’an, oraz kibuce Chamadja, Ma’oz Chajjim, Kefar Ruppin i En ha-Naciw. Na zachód od kibucu jest strefa przemysłowa Bet Sze’an.
Newe Etan jest położony w Samorządzie Regionu Emek ha-Majanot, w Poddystrykcie Jezreel, w Dystrykcie Północnym Izraela.

## Demografia
Większość mieszkańców kibucu jest Żydami, jednak nie wszyscy identyfikują się z judaizmem. Tutejsza populacja jest świecka:

## Historia
Pierwotnie w okolicy tej znajdowała się arabska wioska al-Ghazzawija. Została ona wysiedlona i zniszczona w dniu 20 maja 1948 podczas I wojny izraelsko-arabskiej. Dużo wcześniej tutejsze grunty wykupiły od arabskich mieszkańców żydowskie organizacje syjonistyczne.
Kibuc został założony w dniu 25 listopada 1938 przez żydowskich imigrantów z Polski, będących członkami ruchu Bene Akiwa. Była to typowa osada rolnicza, z obronną palisadą i wieżą obserwacyjną. Z czasem do kibucu dołączyli członkowie młodzieżowej organizacji syjonistycznej HaNoar HaOved VeHaLomed. W latach 90. XX wieku kibuc przeszedł przez proces prywatyzacji, zachowując kolektywną organizację instytucji kultury, edukacji i ochrony zdrowia.

### Nazwa
Nazwa kibucu oznacza „zielone pastwisko” w znaczeniu bezpiecznego i silnego miejsca zamieszkania. Jest ona zaczerpnięta z Biblii i wskazuje na bliskie położenie od rzeki Jordan.

## Kultura i sport
W kibucu jest ośrodek kultury z biblioteką, basen kąpielowy, sala sportowa z siłownią i boisko do piłki nożnej.

## Edukacja
Kibuc utrzymuje przedszkole i szkołę średnią. Dzieci są dowożone do szkoły podstawowej w kibucu Chamadja.

## Turystyka
W kibucu znajduje się firma turystyczna, oferująca zakwaterowanie i wycieczki po Dolinie Bet Sze’an.

## Gospodarka i infrastruktura
Gospodarka kibucu opiera się na intensywnym rolnictwie, sadownictwie, hodowli bydła mlecznego i stawach hodowlanych. Jest tutaj zakład Bottz, rozwijający ekologiczne technologie budowlane. W kibucu jest przychodnia zdrowia z gabinetem stomatologicznym, dom opieki dla osób starszych, pralnia, zakład kosmetyczny, sklep wielobranżowy, warsztat mechaniczny i elektryczny.

## Transport
Z kibucu wyjeżdża się na północ na drogę nr 71, którą jadąc na wschód dojeżdża się do kibucu Ma’oz Chajjim i dalej do izraelsko-jordańskiego przejścia granicznego na rzece Jordan, lub jadąc na zachód dojeżdża się do strefy przemysłowej miasta Bet Sze’an i skrzyżowania z drogą nr 90. Przy strefie przemysłowej znajduje się skrzyżowanie z drogą nr 7079, którą można dojechać do miasta Bet Sze’an lub odbić lokalną drogą na południe do kibucu En ha-Naciw. Z kibucu wychodzi także lokalna droga w kierunku południowo-zachodnim, którą dojeżdża się do drogi nr 6688 i dalej do kibucu Kefar Ruppin.